# Róża Parczewska
Róża Parczewska (ur. 15 września 1799 w Niemenczynie, zm. 20 października 1852 tamże) – polska malarka.

## Życiorys
Urodziła się 15 września 1799 w rodzinie pułkownika i ziemianina Ignacego Parczewskiego herbu Nałęcz i jego żony Salomei z Dziewońskich i miała dwóch młodszych braci Aleksandra i Konstantego.
Życie swoje spędziła na wsi zajmując się wychowywaniem dzieci swoich braci oraz działalnością dobroczynną. Nie ma informacji o jej wykształceniu. Malowała obrazy olejne do dworów i kościołów, tworzyło również miniatury w których widać dbałość o szczegóły.
W 1827 została nagrodzona przez cara Rosji fermuarem brylantowym za miniaturę "Chrystus Pan" według Jeana Petitota.
Zmarła 20 października 1852 i pochowana została w kościele w Niemenczynie.

## Twórczość

### Obrazy
1. Przemienienie Pańskie, podług Rafaela,
2. Niepokalane poczęcie Najśw. Panny Maryi, do kościoła XX. Bernardynów w Kretyndze,
3. Matka Boska, do kościoła żydomlańskiego,
4. Matka Boska Bolesna, kopia z nieznanego malarza włoskiego,
5. Ukazanie się Chrystusa Pana Apostołom; naśladowanie z Rembrandta,
6. Uwolnienie z więzów Św. Piotra przez Anioła; kopia z Pompeja Battoni,
7. Rozmowa Chrystusa z Nikodemem,
8. Św. Romuald śpiący,
9. Głowa Chrystusa Pana,
10. Chrystus pomiędzy Faryzeuszami,
11. Matka Boska, naśladowanie ze szkoły włoskiej,
12. Sąd Św. Pawła,
13. Zofia Potocka, portret z Lampiego,
14. Marya Egipcjanka,
15. Widok grobowca Greckiego.

### Miniatury
1. Chrystus Pan, podług Petitota,
2. Ludwik XIV,
3. Ludwik Xiążę Burgundzki,
4. Pani de la Valliere,
5. Pani de la Rochefoucauld,
6. Van Dyck malarz,

Powyższe miniatury naśladowane za Petitotem.
1. Matka artystki,
2. Święta Rodzina, za Rafaelem.
3. Chrystus błogosławiący dziatki, za Overbeckem.